# Mouterre-Silly

Mouterre-Silly este o comună în departamentul Vienne, Franța. În 2009 avea o populație de 723 de locuitori.